# Бабкін Михайло Миколайович
Ба́бкін Миха́йло Микола́йович (22 січня 1922, Стара Тойда, РСФРР — 8 грудня 1959, Біла Церква, УРСР) — військовий льотчик, Герой Радянського Союзу.

## Життєпис
Михайло Бабкін народився 22 січня 1922 року у селі Стара Тойда, Воронізької губернії у родині селян. Закінчив неповну середню школу у Бішкеку. 1941 року був призваний на службу до армії. У 1943 закінчив військову авіаційну школу в Оренбурзі та з липня 1943 перебував на фронті Другої світової війни. До березня 1945 здійснив 145 бойових вильотів. З 1946 був у запасі, 1951 року закінчив Ульяновське вище авіаційне училище цивільної авіації, у 1953 знову повернувся до військової служби. Брав участь у Корейській війні. Служив в авіації далекої дії, у 251-му гвардійському бомбардувальному авіаційному полку, що базувався в Борисполі, а з 1959 був передислокований до Білої Церкви (Авіабаза «Гайок»).
Загинув 8 грудня 1959 року, під час випробовування літака Ту-16. Під час зльоту, на висоті 50 метрів літак різко почав набирати висоту, впав на злітну смугу та загорівся. Загинули п'ятеро з шести членів екіпажу: майор Михайло Бабкін (командир літака), капітан С. Борисов, старші лейтенанти А. Сурков та А. Бессонов, рядовий Ю. Касевський. Врятувався командир вогневих установок Мозалевський.

## Нагороди
Указом Президії Верховної Ради СРСР від 18 серпня 1945 року за мужність і героїзм, проявлені при нанесенні штурмових ударів по противнику та 145 бойових вильотів, Михайлу Бабкіну присвоєне звання Героя Радянського Союзу з врученням ордена Леніна та медалі «Золота Зірка».
Також нагороджений 2 орденами Леніна (18.08.1945, 22.02.1955), 4 орденами Червоного Прапора (12.07.1944, 22.02.1945, 25.05.1945, 30.12.1956), орденом Вітчизняної війни II ступеня (24.10.1944), орденом Червоної Зірки (16.02.1944), медалями.

## Ушанування пам'яті
Похований на території Книшового меморіального паркового комплексу у Борисполі. Могилі Михайла Бабкіна та братській могилі загиблих членів екіпажу, рішенням Бориспільської міської ради від 25 лютого 2010 року, надано статус пам'ятки місцевого значення.
На честь Михайла Бабкіна названо низку вулиць, зокрема, провулок у місті Бориспіль (Київська область, Україна), вулицю у місті Гродно (Білорусь), вулицю у місті Джалал-Абад (Киргизстан). Також на честь Михайла Бабкіна названо в Джалал-Абаді середню загальноосвітню школу гімназію № 1.

Могила Михайла Бабкіна на території Книшового меморіального паркового комплексу у Борисполі
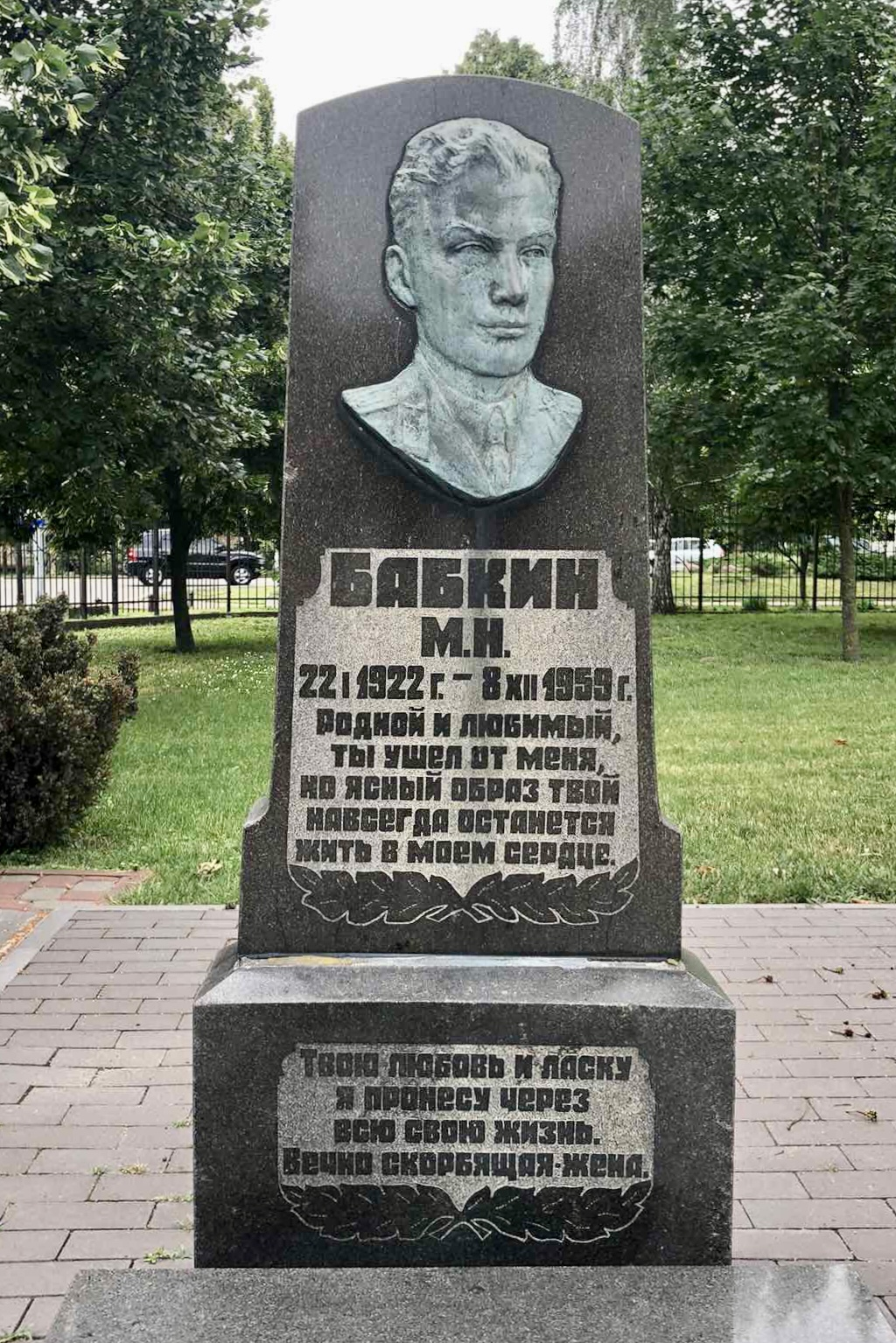
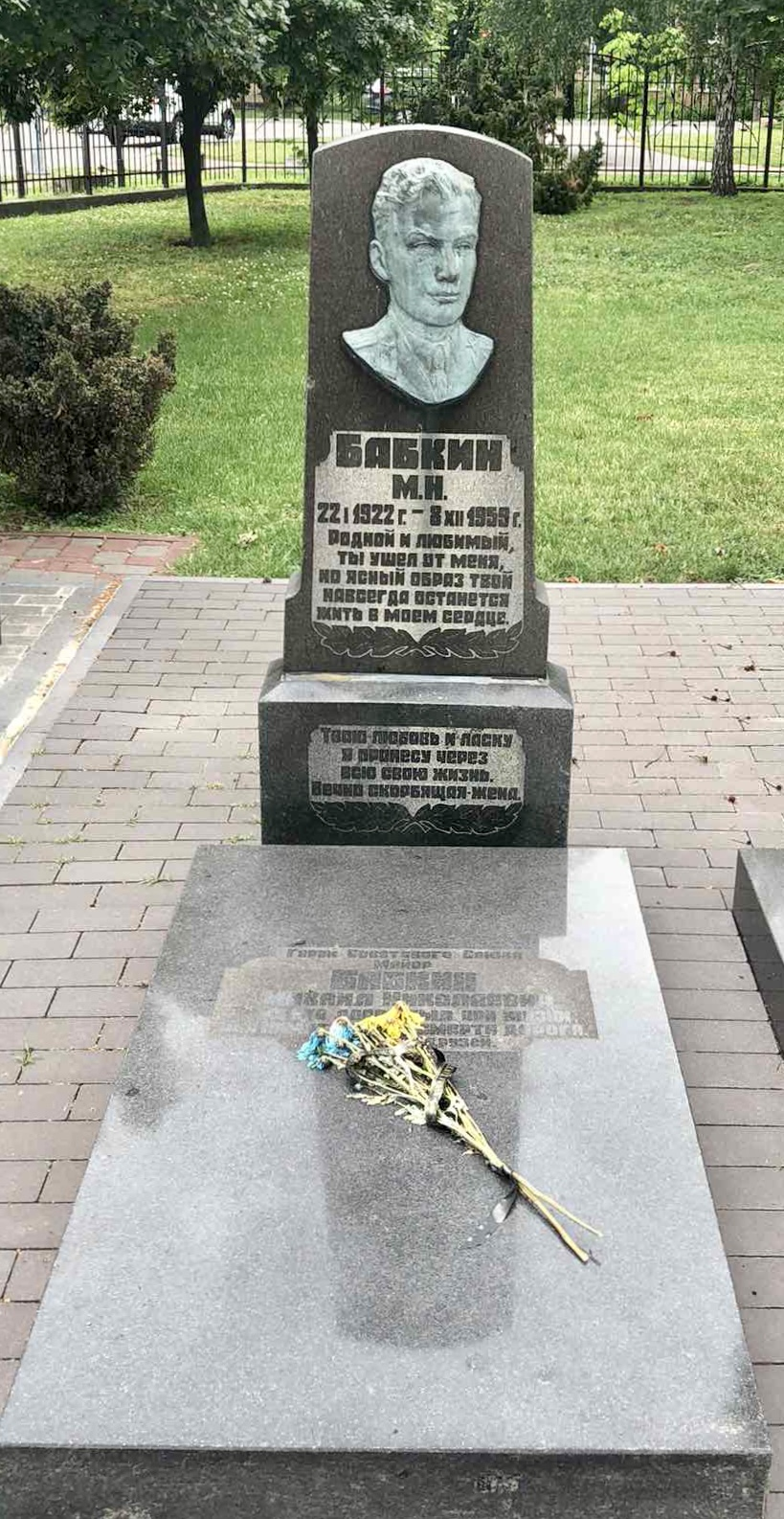
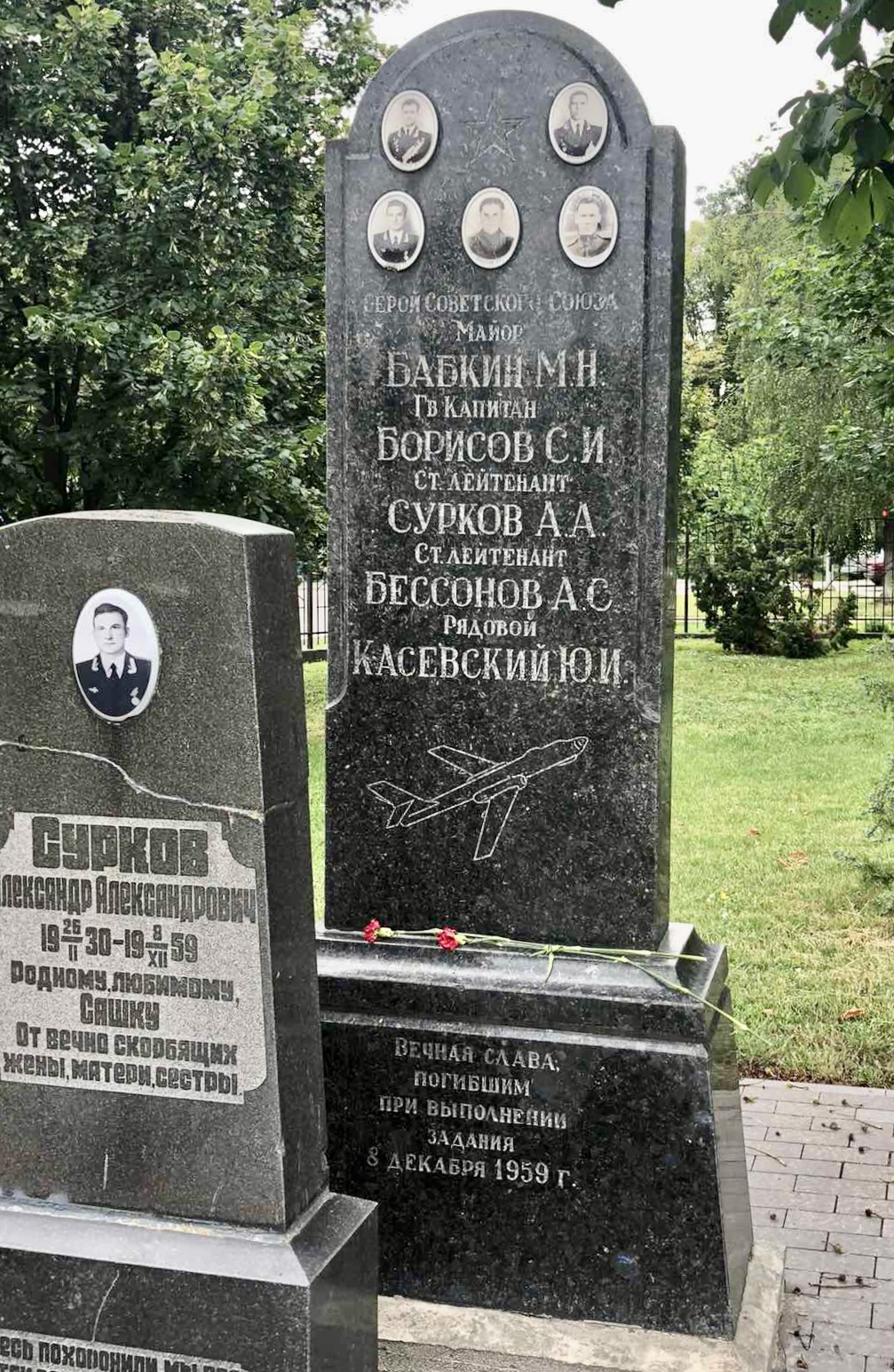
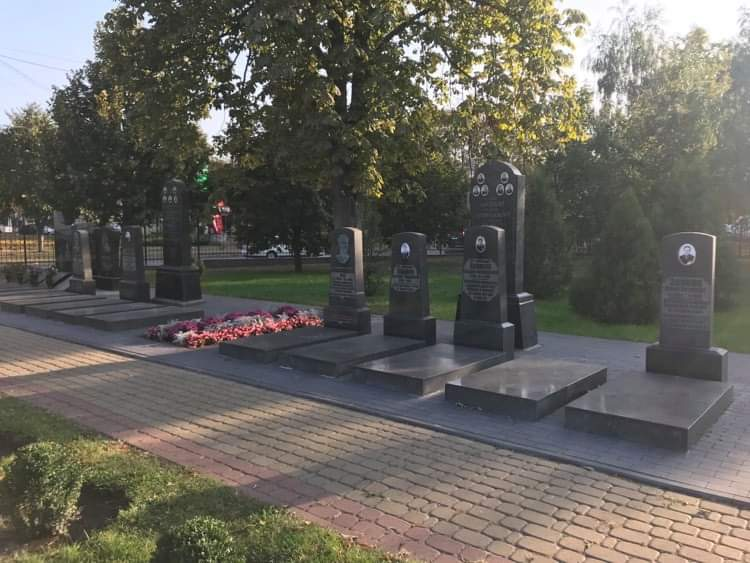
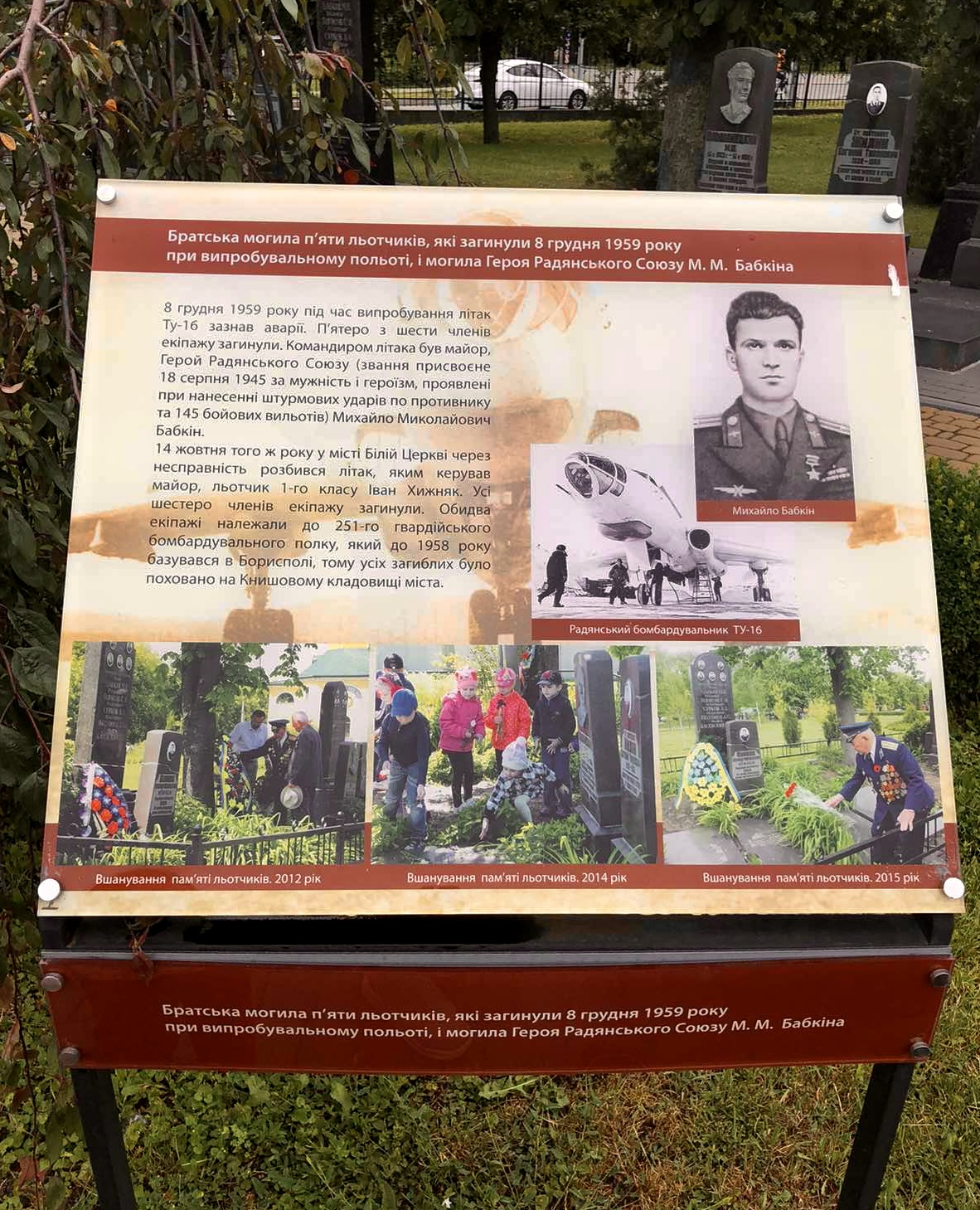